# Josep Adrià Viudes i Gardoqui
Josep Adrià Viudes i Gardoqui (castellà: José Adrián Viudes Gardoqui)  (Sant Joan d'Alacant, 3 de setembre de 1799 - Madrid, 11 de desembre de 1877) fou un aristòcrata i polític valencià, II Marquès de Rio-Florido.

## Biografia
Fill del primer marquès, l'oriolà Francisco María Viudes y Maltes de Vera, Gran d'Espanya i destacat propietari rural, es casà amb Dolores Girón Sánchez Osorio i fou pare d'Adrián Viudes Girón.
El 1816 va ingressar a la Guàrdia de Corps i va fer carrera a l'exèrcit, d'on es retirà amb el grau de coronel. També era membre de l'Orde de Montesa.
Membre del Partit Constitucional, el 1847 va ser escollit Senador vitalici, càrrec que va ocupat fins a la revolució de 1868. També va ser alcalde d'Alacant el 1856-1857 i membre fundador del Cercle Liberal Alfonsista. El 1873, va donar suport la restauració borbònica i el 1877 fou escollit senador per la província de València, però va morir uns mesos més tard.
El 1853 fou concessionari del ferrocarril Madrid-Almansa-Alacant el 1853, drets que acabaria cedint a la Companyia dels Ferrocarrils de Madrid a Saragossa i a Alacant (MZA), de la que en fou accionista. De 1864 a 1866 també fou president de la Societat Econòmica d'Amics del País d'Alacant.
De 1869 a 1879 va presidir la Junta provincial d'Agricultura, Indústria i Comerç, que va impulsar una Exposició Provincial. El 1876 va heretar del seu pare el títol de marquès de Río-Florido i les possessions a Almoradí, Oriola i Mutxamel.